# 2021–2022-es Erste Liga
Az 2021–2022-es Erste Liga szezon a sorozat történetének tizennegyedik kiírása volt. A bajnokságot két országból tizenegy résztvevő klubbal rendezték meg. Az alapszakasz 2022. szeptember 17-én kezdődött. A bajnokság címvédője a Csíkszereda.

## Előzmények
2021 februárjában id. Azari Zsolt a DAB elnöke a klub anyagi helyzete miatt kétségesnek tartotta a Dunaújváros indulását a következő szezonban. Március végére sikerült biztosítani az indulás feltételeit.
Májusban a Gyergyószentmiklós hét hazai és hét légiós szerződését nem hosszabbította meg. Az új igazolásaik között volt Császár Hunor (Titánok), Sárpátki Tamás (Fehérvár AV19), Barnce Orban (MAC) és Chris Bodo (UTE). A Csíkszereda egyik legerősebb igazolása a magyar válogatott Sofron István volt. A DVTK-tól Franciaországba igazolt Vas János.
A Liga július 24-én bejelentette, hogy a Brassó a nevezési határidőig (június 7.) nem nyújtott be nevezést. A Brassó július 10-ig kapott lehetőséget, hogy pótolja a dokumentumokat, de ezt csak hiányosan tette meg és  feltételekhez szabta az indulást, amit a Liga nem fogadott el. A Brassó minden határidő után méltányossági kérelmet nyújtott be a nevezéssel kapcsolatban, de a Ligát felügyelő Magyar Jégkorong Szövetség elnöksége elutasította azt. Ezután a Brassó polgármestere írásban elismerte a klub által elkövetett hibákat és elnézést kért ezért. Ezenkívül lecserélték a csapat Erste Liga kapcsolattartóját és ígéretet tett, hogy a továbbiakban minden szabályt betartanak. Ezután az MJSZ a újra benyújtott méltányossági kérelmet elfogadta.
Az előző szezon résztvevői közül a Titánok Győrből visszaköltöztek Székesfehérvárra, míg a Vasas HC felnőtt csapata Győrbe tette át székhelyét és Győri ETO HC néven szerepelt. A DVTK Jegesmedvék visszatért a szlovák bajnokságból.

## Résztvevők
| Csapat                 | Város              | Jégpálya                       | Befogadóképesség | Vezetőedző       |
| ---------------------- | ------------------ | ------------------------------ | ---------------- | ---------------- |
| Ferencvárosi TC        | Budapest           | Tüskecsarnok                   | 2540             | Fodor Szabolcs   |
| Újpesti TE             | Budapest           | Megyeri úti Jégcsarnok         | 2000             | Virág Csaba      |
| Győri ETO HC           | Győr               | Nemak Jégcsarnok               | 1100             | Ladányi Balázs   |
| Dunaújvárosi Acélbikák | Dunaújváros        | Dunaújvárosi Jégcsarnok        | 4500             | Leo Gudas        |
| Debreceni EAC          | Debrecen           | Debreceni Jégcsarnok           | 600              | György József    |
| Fehérvári Titánok      | Székesfehérvár     | Ifjabb Ocskay Gábor Jégcsarnok | 3600             | Anatoli Bogdanov |
| Corona Brașov          | Brassó             | Brassói jégcsarnok             | 2200             | Dave McQueen     |
| Sport Club Csíkszereda | Csíkszereda        | Vákár Lajos Műjégpálya         | 2500             | Enrico Rossi     |
| Gyergyói Hoki Klub     | Gyergyószentmiklós | Gyergyószentmiklósi jégpálya   | 1000             | Szilassy Zoltán  |
| MAC HKB Újbuda         | Budapest           | Tüskecsarnok                   | 2540             | Kangyal Balázs   |
| DVTK Jegesmedvék       | Miskolc            | Miskolci Jégcsarnok            | 2000             | Tokaji Viktor    |

### Vezetőedző-váltások
| Csapat      | Távozó vezetőedző | A távozás oka                    | A bejelentés ideje | Helyezés a tabellán | Érkező vezetőedző | A bejelentés ideje  | Forrás        |
| ----------- | ----------------- | -------------------------------- | ------------------ | ------------------- | ----------------- | ------------------- | ------------- |
| Csíkszereda | Jason Morgan      | A Heilbronner Falken edzője lett | 2021. május 18.    | szezon előtt        | Magnus Sundquist  | 2021. június 7.     | [ 18 ] [ 19 ] |
| Titánok     | Kasper Vourinen   |                                  |                    | szezon előtt        | Anatoli Bogdanov  | 2021. augusztus 2.  | [ 20 ]        |
| Csíkszereda | Magnus Sundquist  | közös megegyezés                 | 2021. október 6.   | 5.                  | Hozó Levente      | 2021. október.      | [ 21 ]        |
| Debrecen    | David Musial      | közös megegyezés                 | 2021. november 9.  | 8.                  | György József     | 2021. november 10.  | [ 22 ] [ 23 ] |
| Csíkszereda | Hozó Levente      | megbízott edző volt              | 2021. november 16. | 2.                  | Enrico Rossi      | 2021. november 16.. | [ 24 ]        |

## Alapszakasz
| Hely. | Csapat                 | M  | Gy | HGy | HV | V  | G+  | G–  | Gk   | P  | Továbbjutás vagy kiesés               |
| ----- | ---------------------- | -- | -- | --- | -- | -- | --- | --- | ---- | -- | ------------------------------------- |
| 1.    | SC Csíkszereda         | 40 | 27 | 3   | 5  | 5  | 195 | 110 | +85  | 92 | Kiemelt a rájátszás negyeddöntőjében. |
| 2.    | Ferencvárosi TC        | 40 | 24 | 4   | 4  | 8  | 146 | 86  | +60  | 84 | Kiemelt a rájátszás negyeddöntőjében. |
| 3.    | Újpesti TE             | 40 | 20 | 10  | 4  | 6  | 129 | 78  | +51  | 84 | Kiemelt a rájátszás negyeddöntőjében. |
| 4.    | Gyergyói HK            | 40 | 23 | 6   | 1  | 10 | 166 | 122 | +44  | 82 | Kiemelt a rájátszás negyeddöntőjében. |
| 5.    | MAC HKB Újbuda         | 40 | 19 | 3   | 5  | 13 | 146 | 122 | +24  | 68 | A rájátszás negyeddöntőjébe jutott.   |
| 6.    | Corona Brașov          | 40 | 21 | 0   | 4  | 15 | 151 | 128 | +23  | 67 | A rájátszás negyeddöntőjébe jutott.   |
| 7.    | Debreceni EAC          | 40 | 15 | 4   | 3  | 18 | 136 | 136 | 0    | 56 | A kvalifikációba jutott.              |
| 8.    | DVTK Jegesmedvék       | 40 | 13 | 2   | 4  | 21 | 132 | 136 | −4   | 47 | A kvalifikációba jutott.              |
| 9.    | Győri ETO HC           | 40 | 9  | 1   | 3  | 27 | 94  | 146 | −52  | 32 | A kvalifikációba jutott.              |
| 10.   | Titánok                | 40 | 10 | 1   | 0  | 29 | 92  | 192 | −100 | 32 | A kvalifikációba jutott.              |
| 11.   | Dunaújvárosi Acélbikák | 40 | 3  | 2   | 3  | 32 | 76  | 207 | −131 | 16 | Nem jutott a rájátszásba.             |

## Rájátszás
A negyeddöntőben az első három kiemelt csapat választhatott ellenfelet magának. Az elődöntőben a legjobb kiemelésű csapat ellenfele a leggyengébb kiemelésű csapat lett.
|  | Kvalifikáció | Kvalifikáció     | Kvalifikáció |  |  | Negyeddöntők | Negyeddöntők     | Negyeddöntők    |                 |   | Elődöntők      | Elődöntők      | Elődöntők       |                 |   | Döntő | Döntő | Döntő |  |
|  |              |                  |              |  |  |              |                  |                 |                 |   |                |                |                 |                 |   |       |       |       |  |
|  |              |                  |              |  |  | 1            | SC Csíkszereda   | 4               |                 |   |                |                |                 |                 |   |       |       |       |  |
|  |              |                  |              |  |  | 5            | MAC HKB Újbuda   | 1               |                 |   |                |                |                 |                 |   |       |       |       |  |
|  |              |                  |              |  |  |              |                  |                 |                 |   | SC Csíkszereda | SC Csíkszereda | 4               |                 |   |       |       |       |  |
|  |              |                  |              |  |  |              |                  | Debreceni EAC   | Debreceni EAC   | 1 |                |                |                 |                 |   |       |       |       |  |
|  |              |                  |              |  |  | 3            | Újpesti TE       | 2               |                 |   |                |                |                 |                 |   |       |       |       |  |
|  | 7            | Debreceni EAC    | 3            |  |  | 7            | Debreceni EAC    | 4               |                 |   |                |                |                 |                 |   |       |       |       |  |
|  | 10           | Titánok          | 0            |  |  |              |                  |                 |                 |   | SC Csíkszereda | SC Csíkszereda | 4               |                 |   |       |       |       |  |
|  |              |                  |              |  |  |              |                  |                 |                 |   |                |                | Ferencvárosi TC | Ferencvárosi TC | 1 |       |       |       |  |
|  |              |                  |              |  |  | 4            | Gyergyói HK      | 4               |                 |   |                |                |                 |                 |   |       |       |       |  |
|  |              |                  |              |  |  | 6            | Corona Brașov    | 0               |                 |   |                |                |                 |                 |   |       |       |       |  |
|  |              |                  |              |  |  |              |                  |                 |                 |   | Gyergyói HK    | Gyergyói HK    | 1               |                 |   |       |       |       |  |
|  |              |                  |              |  |  |              |                  | Ferencvárosi TC | Ferencvárosi TC | 4 |                |                |                 |                 |   |       |       |       |  |
|  |              |                  |              |  |  | 2            | Ferencvárosi TC  | 4               |                 |   |                |                |                 |                 |   |       |       |       |  |
|  | 8            | DVTK Jegesmedvék | 3            |  |  | 8            | DVTK Jegesmedvék | 1               |                 |   |                |                |                 |                 |   |       |       |       |  |
|  | 9            | Győri ETO HC     | 1            |  |  |              |                  |                 |                 |   |                |                |                 |                 |   |       |       |       |  |

## Díjak

### A hét játékosa
- 1 Rajna Miklós (UTE)
- 2 Trevor Gooch (MAC)
- 3 Rasmus Kulmala (FTC)
- 4 Rajna Miklós (UTE)
- 5 Rasmus Rinne (Gyergyó)
- 6 Schmál Kristóf (Győr)
- 7 Jevgenyij Szkacskov (Csíkszereda)
- 8 Németh Péter (DAB)
- 9 Vlagyiszlav Kulesov (DEAC)
- 10 Arany Gergely (FTC)
- 11 Kevin Wehrs (DVTK)
- 12 Vincze Péter (Gyergyó)
- 13 Jack Walker (DVTK)
- 14 Sági Martin (DEAC)
- 15 Jack Walker (DVTK)
- 16 Chase Schaber (Brassó)
- 17 Ambrus Csongor (Titánok)
- 18 Schlekmann Márk (MAC)
- 19 Sam Coatta (UTE)
- 20 Cody Fowlie (FTC)
- kvalifikáció Vlagyiszlav Kulesov (DEAC)
- negyeddöntő Berta Ákos (DEAC)
- elődöntő Sofron István (Csíkszereda)
- döntő